# جورجینیو (بازیکن فوتبال ایتالیایی)
ژرژ لویز فرلو فیلیو (پرتغالی: Jorge Luiz Frello Filho؛ زاده ۲۰ دسامبر ۱۹۹۱) ملقب به جورجینیو بازیکن فوتبال اهل ایتالیا است که برای باشگاه فلامینگو بازی می‌کند.
او به همراه چلسی فاتح لیگ قهرمانان اروپا ۲۱–۲۰۲۰ و به همراه تیم ملی ایتالیا فاتح جام ملتهای اروپا ۲۰۲۰ شد که به همین خاطر به عنوان بهترین بازیکن فوتبال اروپا در این سال انتخاب شد. وی متولد برزیل است که در ۱۵ سالگی به ایتالیا نقل مکان کرد. او دو تابعیتی است و از طریق پدربزرگ پدری خود، دارای‌تبار ایتالیایی بوده و این گونه توانست تابعیت ایتالیا را بدست آورد. جورجینیو می‌توانست از بین دو تیم ملی برزیل و ایتالیا یکی را انتخاب کند که او تمایلش را برای پیوستن به تیم ملی ایتالیا نشان داد و از سال ۲۰۱۶ در تیم ملی ایتالیا بازی می‌کند.
او به پنالتی‌هایش معروف است و توانایی دادن پاس‌های کوتاه و دقیق را دارد. وی سابقه بستن بازوبند کاپیتانی باشگاه فوتبال چلسی و تیم ملی ایتالیا را هم دارد.

## عدم صعود قهرمان اروپا به جام جهانی
جورجینیو به تنهایی مانع صعود ایتالیا به جام جهانی ۲۰۲۲  شد. ایتالیا که با سوئیس در مسابقات مقدماتی صعود به جام جهانی همگروه بود در هر دو دیدار رفت و برگشت صاحب پنالتی شد و هر دوبار جورجینیو پنالتی را از دست داد. وی پنالتی دوم را در حالی از دست داد که ایتالیا  کمتر از ۳  دقیقه تا  پایان بازی  فاصله داشت.

## افتخارات

### باشگاهی
ناپولی
- جام حذفی فوتبال ایتالیا: ۲۰۱۳–۱۴
- سوپر جام فوتبال ایتالیا: ۲۰۱۴

چلسی
- لیگ قهرمانان اروپا ۲۰۲۱
- لیگ اروپا: ۱۹–۲۰۱۸[۴]
- سوپر جام اروپا ۲۰۲۱
- نایب قهرمان جام حذفی فوتبال انگلستان: ۲۰۲۰,[۵] ۲۰۲۱[۶]
- نایب قهرمان جام اتحادیه باشگاه‌های انگلستان: ۲۰۱۹[۷]

### ملی
- جام ملت‌های اروپا ۲۰۲۰

### فردی
- تیم فصل لیگ اروپا: ۱۹–۲۰۱۸[۸]
- تیم فصل لیگ قهرمانان اروپا: ۲۱–۲۰۲۰[۹]
- تیم فصل جام ملت‌های اروپا: ۲۰۲۰[۱۰]
- بهترین بازیکن مرد سال یوفا: ۲۰۲۱[۱۱]
- نشان شایستگی از جمهوری ایتالیا: ۲۰۲۱[۱۲]